# Линшьопингски университет
Линшьопингският университет (на шведски: Linköpings universitet) е шведски обществен университет. Разположен е в града Линшьопинг, на 200 км югозападно от Стокхолм.

## Факултети
- Факултет по изкуства и науки (Filosofiska fakulteten)
- Факултет по медицина и здравни науки (Medicinska fakulteten/Hälsouniversitetet) с университетска клиника
- Линшьопингски институт по технологии (Linköpings tekniska högskola)
- Факултет по педагогически науки (Utbildningsvetenskap)

## Галерия
- Campus Valla
- Корпус „Ключ“
- Корпус „Тема“
- Училище по мебелистика „Малмстен“